# Xalcuatla
Xalcuatla är en ort i Mexiko.   Den ligger i kommunen Lolotla och delstaten Hidalgo, i den sydöstra delen av landet, 200 km norr om huvudstaden Mexico City. Xalcuatla ligger 370 meter över havet och antalet invånare är 778.
Terrängen runt Xalcuatla är kuperad. Runt Xalcuatla är det ganska tätbefolkat, med 56 invånare per kvadratkilometer. Närmaste större samhälle är Tamazunchale, 8,9 km norr om Xalcuatla. I omgivningarna runt Xalcuatla växer huvudsakligen savannskog.